# Praia Norte
Praia Norte est une municipalité brésilienne située dans l'État du Tocantins.